# بازار برق

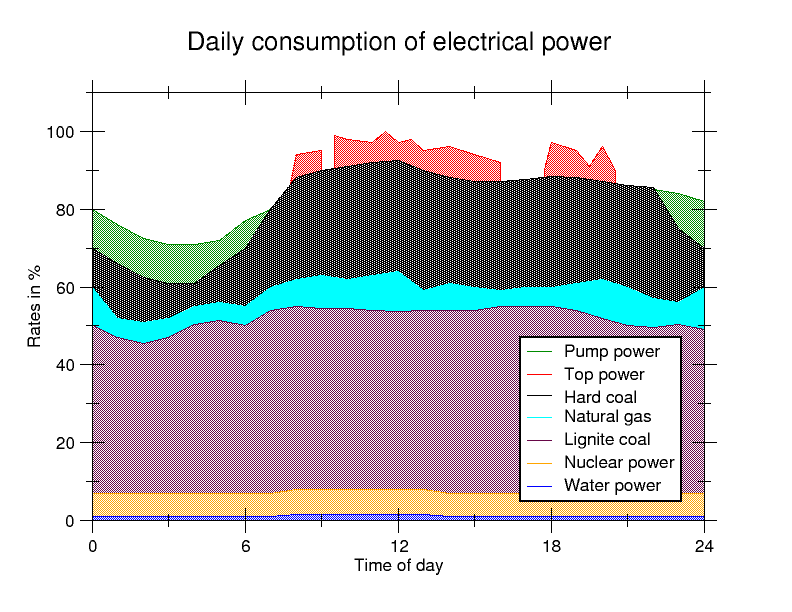
نموداری از مصرف برق روزانه

بازار برق سیستمی است برای خرید و فروش برق به صورت عرضه و تقاضا که به منظور تعیین قیمت برق برپا می‌شود. در ساختار جدید صنعت برق، بر خلاف ساختار قدیم آن که مدیریت تولید، توزیع و انتقال، مدیریتی واحد بود، سیستم‌های نامبرده به صورت مستقل عمل می‌کنند.
در این میان بازار برق به عنوان واسطی بین سیستم‌های مذکور عمل خواهد کرد و ساختار اقتصادی صنعت برق را به چهار بخش عمده‌فروش، ترانزیت، خرید عمده و خرده‌فروش تقسیم می‌نماید.
از نظر اقتصادی، برق کالایی است که قابلیت خرید، فروش و معامله دارد. بازار برق سیستمی است که خرید را از طریق پیشنهادها برای خرید امکان‌پذیر می‌کند. فروش، از طریق پیشنهادها برای فروش؛ و معاملات کوتاه مدت، به‌طور کلی به صورت مبادله مالی یا تعهدی. مناقصات و پیشنهادها از اصول عرضه و تقاضا برای تعیین قیمت استفاده می‌کنند. معاملات بلند مدت قراردادهایی شبیه به قراردادهای خرید نیرو است و عموماً معاملات دو طرفه خصوصی بین طرف طرفین به حساب می‌آیند.
معاملات عمده فروشی (پیشنهادها) در برق به‌طور معمول توسط اپراتور بازار یا یک نهاد مستقل ویژه با هدف ویژه حل و فصل می‌شود. اپراتورهای بازار معاملات را انجام نمی‌دهند اما اغلب به منظور حفظ تعادل تولید و بار نیاز به دانش تجارت دارند. کالاهای موجود در بازار برق به‌طور کلی از دو نوع تشکیل می‌شوند: توان و انرژی. توان نرخ انتقال برق خالص اندازه‌گیری شده در هر لحظه معین است و با مگاوات اندازه‌گیری می‌شود. انرژی، الکتریسیته است که برای یک دوره معین در یک نقطه اندازه‌گیری جریان می‌یابد و با مگاوات ساعت اندازه‌گیری می‌شود.
بازارهای کالاهای وابسته به انرژی تولید خالص را برای تعدادی از بازه‌ها معمولاً در ۵، ۱۵ و ۶۰ دقیقه انجام می‌دهند. بازار کالاهای مرتبط با نیرو که برای اطمینان از قابلیت اطمینان توسط اپراتورهای بازار مورد نیاز و مدیریت می‌شوند، خدمات جانبی به حساب می‌آیند و شامل اسامی مانند ذخیره چرخشی، ذخیره غیرچرخشی، ذخایر عملیاتی، ذخیره پاسخگویی، تنظیم و ظرفیت نصب شده هستند.

## بازار عمده‌فروشی برق
در بازار عمده‌فروشی، مالکین نیروگاه‌ها برق تولیدی خود را در بازار ارائه می‌نمایند.
برخی از اطلاعاتی که مالکان نیروگاه‌ها باید به بازار اعلام کنند به شرح زیر است:
- قابلیت تولید ابراز شده
- قابلیت تولید قابل گسیل با تعیین اثرات هر یک از محدودیت‌ها
- متوسط هزینه متغیر تولید واحد نیروگاهی
- ظرفیت اختصاص یافته به ترانزیت (به تفکیک)، همراه با سایر اطلاعات مربوط به آن (همچون نیاز مصرف مصرف‌کننده برای همان ساعت، قدرت قراردادی ترانزیت و مشخصات عرضه‌کننده و مصرف‌کننده)
- اولویت نسبی ترانزیت(ها) در اعمال خاموشی یا مدیریت مصرف
- نرخ پیشنهادی انرژی تولیدی واحد نیروگاهی مزبور (برای باقی‌مانده ظرفیت واحد نیروگاهی تا سقف قابلیت تولید ابراز شده) و برای هر ساعت از هر روز

که این اطلاعات باید تا ساعت ۹ صبح سه روز قبل، به مدیریت بازار اعلام شوند. سپس مدیریت بازار با استفاده از این اطلاعات، تا ساعت ۱۲ روز قبل از عرضه، پذیرش یا عدم پذیرش هر واحد نیروگاهی برای تولید انرژی را به مالک نیروگاه اعلام می‌نماید و در کنار آن اطلاعات زیر به وی عرضه می‌شود:
- نرخ پذیرفته شده انرژی تولیدی آن واحد نیروگاهی
- برآورد نیاز ساعت به ساعت شبکه به انرژی برای هر واحد نیروگاهی
- محدودیت‌های ناشی از انتقال
- محدودیتهای ترانزیت
- حوادث قهریه

### قابلیت تولید ابراز شده
ظرفیت تولیدی است که فروشنده تنها با در نظر گرفتن مشکلات هر واحد نیروگاهی و شرایط محیطی و بدون در نظرگرفتن اثرات محدودیت‌های خارج از مسئولیت خود (از قبیل محدودیت انتقال، حوادث قهریه و دستورهای مرکز)، آن را تعیین و به مدیر بازار اعلام می‌نماید.

### قابلیت تولید قابل گسیل
ظرفیت تولیدی است که فروشنده با در نظر گرفتن اثرات تمام عوامل مؤثر بر تولید برق مانند شرایط محیطی و محدودیت‌های خارج از مسئولیت خود و مشکلات فنی واحد نیروگاهی، برآورد و به مدیر بازار و مرکز اعلام می‌نماید. مرکز بر این اساس و سایر محدودیت‌ها، قابلیت تولید قابل گسیل را تعیین (قطعی) خواهد نمود.

## بازار خرده‌فروشی برق
بازار خرده فروشی برق قسمتی از بازار برق است که اجازه می‌دهد افرادی در آن به عنوان واسطه عمل کرده و برق مورد نیاز مصرف‌کنندگان را خریداری کنند و در اختیار مصرف‌کنندگان خرد و جزئی قرار دهند.
این بازار اختیار مشتریان را بیشتر کرده و به آنان اجازه می‌دهد تأمین‌کنندهٔ برق خود را انتخاب کنند.
البته این بازار اختیار فروشندگان را نیز گسترش خواهد داد.
خرده‌فروشان که در این بازار به عنوان واسطه عمل می‌کنند، برق مورد نیاز خود را از بازار عمده‌فروشی و با توجه به پیشنهادهای تولیدکنندگان خریداری می‌نمایند. نقش بازار عمده فروشی صدور اجازهٔ انجام معاملات بین تولیدکنندگان، خرده‌فروشان و سایر واسطه‌ها برای تحویل کوتاه مدت برق یا برای تحویل آن در آینده است.

### ریسک حجم
در بازار خرده‌فروشی برق، پیش‌بینی میزان دقیق مصرف و تولید ناممکن است، مثلاً نمی‌توان میزان مصرف مصرف‌کنندگان در چند روز آینده را دقیق پیش‌بینی کرد، یا نمی‌توان کمبود سوخت و اشکالات فنی نیروگاه را پیش‌بینی نمود، بنابراین ممکن است گاهی میزان خرید خرده‌فروشان از میزان مصرف کمتر باشد که این امر (یعنی بیشتر بودن تقاضا نسبت به عرضه) ممکن است منجر به ناپایداری شدید قیمت‌ها شود. برای خنثی کردن مشکلات احتمالی ناشی از این پدیده، که اصطلاحاً به آن ریسک حجم گفته می‌شود، بین خرده‌فروشان و عمده‌فروشان قراردادهایی منعقد می‌شود که روش اجرای این قراردادها با توجه به آداب رسوم منطقه‌ای و ساختار بازار برق متفاوت است.

## بازار توان راکتیو
برای حفظ پایداری شبکه‌های قدرت و انتقال توان مطمئن، افزون بر تأمین توان اکتیو نیاز به تأمین توان راکتیو نیز می‌باشد که برای بهبود ایمنی سیستم بایستی توسط بهره‌بردار سیستم قدرت به صورت بهینه تأمین گردد.
یکی از اهداف بازار توان راکتیو تثبیت ولتاژ در شبکه است.
بازار توان راکتیو ایران از ابتدای تیرماه ۱۳۸۶ فعال شده‌است. 

## قدرت بازار
در متون اقتصادی از قدرت بازار به عنوان توان عوامل بازار در تأثیرگذاری بر قیمت کالا در بازار (در جهت کسب منافعی بیشتر از شرایط رقابت کامل) یاد می‌شود؛ بنابراین یکی از حالات قدرت بازار این است که واحدهای تولیدی بتوانند قیمت‌ها را بیش از سطح رقابتی آن بالا ببرند. اما قدرت بازار تنها به قدرت عرضه‌کننده محدود نمی‌شود بلکه در شرایطی تقاضاکنندگان نیز دارای قدرت بازار می‌شوند.
باید توجه داشت که قدرت بازار یک پدیدهٔ طبیعی مبتنی بر رفتار عقلایی عوامل بازار است چرا که فرض بر این است که عوامل بازار همواره در صدد بالا بردن منافع خود هستند. جلوگیری از ایجاد زمینه‌های قدرت بازار از وظایف طراح بازار می‌باشد. 

## بازار برق ایران
بازار برق ایران کار خود را رسماً از تاریخ ۱ آبان ۱۳۸۲ آغاز نمود.  این بازار یکی از زیرساخت‌های لازم برای خصوصی‌سازی شمرده می‌شود. در همین راستا بورس انرژی کار خود را از اسفند ۱۳۹۱ آغاز کرد و قرار است در آیندهٔ نزدیک مشترکان نیز بتوانند برق را مستقیماً از بورس خریداری کنند.